# Sydkapare
Sydkapare (Eubalaena australis) är en art i familjen rätvalar (Balaenidae). Den liknar arten nordkapare som ingår i samma släkte.

## Utbredning
Arten lever cirkumpolärt i subpolära och tempererade havsområden på södra jordklotet, ungefär mellan 30 och 50 grader sydlig bredd. Den iakttas vanligtvis i närheten av Sydamerika, södra Afrika, Australien, Nya Zeeland och mindre antarktiska öar. Under vintern flyttar den till varmare områden för att fortplanta sig, och under sommaren vistas den i kalla regioner med mycket föda.

## Utseende
Kroppsfärgen är ljusbrun till blåsvart och ibland förekommer vita fläckar. Det finns även några vita manliga ungdjur som inte är albino. På huvudet, främst vid undre käken och nära blåshålet, finns hudsvulster som underlättar att urskilja de olika individerna. Kroppslängden ligger vanligtvis vid 18 meter och vikten vid 80 ton. Honor är oftast lite större än hanar. Som hos alla rätvalar utgör deras huvud en tredjedel av kroppslängden. Sydkapare saknar likaså ryggfenan.

## Levnadssätt
Sydkapare vistas oftast i närheten av öar eller större landområden. Trots storleken är de mycket aktiva. Som alla bardvalar upptar de födan som består av mindre kräftdjur med barderna.

## Fortplantning
Efter dräktigheten som varar i ungefär ett år föder honan under senvintern eller våren (juni till november) ett ungdjur som är 5 till 6 meter långt och väger 1000 till 1500 kg. Vid förlossningen tar honan skydd i en vik. Kalven växer snabbt, cirka 3 cm per dag, och diar under 4 till 6 månader.

## Hot
Tidigare var sydkapare målet för intensiv valfångst. Deras nyfikenhet gjorde dem till ett utmärkt byte. Sedan 1937 finns skyddsåtgärder för arten och populationen håller på att återhämta sig. Beståndet uppskattas idag till ca 12000 individer.

## Valsafari
Idag är arten vid flera ställen målet för valskådare (Whale watching). Goda möjligheter finns vid halvön Valdés i Argentina. Valarna närmar sig båtarna och landet på några få meter. Det förekommer även hoppande sydkapare. Även orten Hermanus i Sydafrika är känd för bra tillfällen att skåda sydkapare. Platsen uppmärksammades därför av Unesco. En annan känd vik ligger nära staden Albany i västra Australien.